# Pedro Ignacio Meza
Pedro Ignacio Meza (o Mesa) (Assunção, 1813  — Humaitá, 15 de junho de 1865) foi um comandante da Armada Paraguaia que atuou nos primórdios da Guerra do Paraguai, tendo falecido decorrente de ferimentos em sua ação na Batalha do Riachuelo.

## Biografia
Pedro Ignacio Meza nasceu em Assunção, no Paraguai, em 1813). Era conhecido pelos seus subordinados como “Mesa”. 
Ingressou nas forças armadas paraguaias como soldado de artilharia. Em 1841, foi promovido a cabo e em 1844 a sargento.
Em 1845, foi designado à Artilharia da Marinha, recém criada, e no ano seguinte foi promovido a subtenente.

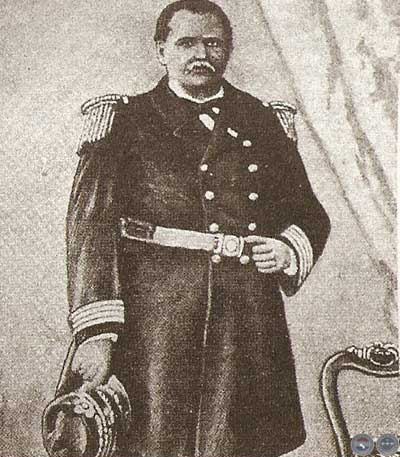
Capitão de Fragata Pedro Ignacio Meza

Depois de participar da expedição ao Chaco em 1846, comandada pelo tenente-coronel e engenheiro, Francisco Wisner de Morgenstern, um húngaro ao serviço do Paraguai, em 1847 foi promovido ao cargo de tenente de navio e designado ao comando da embarcação República do Paraguai.
Em 1850, foi posto ao comando da balandra Marte e em 1854 foi designado comandante do vapor Río Blanco e pouco depois da esquadra naval do seu país. 
Em 1857, foi promovido a capitão de corveta e assumiu o comando direto do vapor Tacuarí, navio insígnia da frota paraguaia. Em 1858, foi ascendido ao grau de capitão de fragata. Em 1859, conduziu com o Tacuarí o general Justo José de Urquiza desde Assunção até Paraná, durante a mediação do incidente diplomático ocorrido entre Paraguai e EUA. Posteriormente também participou das conversações que envolveram o então Ministro da Guerra Francisco Solano López e autoridades argentinas, durantes uma crise envolvendo o Estado de Buenos Aires e a Confederação Argentina.
Em 1868, cedeu o comando do Tacuarí ao primeiro tenente Remigio Cabral. Iniciada a guerra contra o Brasil, comandou em 1864 a frota paraguaia na campanha do Mato Grosso.
Ele estava no comando da esquadra que em 13 de abril de 1865 capturou nas proximidades de Corrientes os vapores argentinos 25 de Mayo e Gualeguay, fato que desencadeou a intervenção argentina no conflito. Iniciada a invasão paraguaia em Corrientes, transportou a divisão do general Wenceslas Robles que ocupava aquela cidade.
Comandou a esquadra paraguaia na Batalha do Riachuelo em 11 de junho de 1865. Durante o combate foi gravemente ferido ao abordar o vapor Parnaíba, falecendo quatro dias depois na Fortaleza de Humaitá com o grau de capitão do navio com o qual ele foi homenageado por seu governo, provavelmente após a captura dos vapores em Corrientes.